# نساره سفلی
نساره سفلی، روستایی از توابع بخش مرکزی شهرستان دیواندره در استان کردستان ایران است.مردم این روستا به کشاورزی ودامداری وباغ داری مشغول هستند.در 5 کیلومتری شهرستان دیواندره واقع شده‌است.یکی از روستاهای است که رودخانه قزل اوزن از کنار آن گذشته است و به همین دلیل زمستانهای سردی را سپری می‌کند.اولین روستای غرب کشور که دهیار آن زن میباشد.

## جمعیت
این روستا در دهستان حومه قرار دارد و براساس سرشماری مرکز آمار ایران در سال ۱۳۸۵، جمعیت آن ۲۷۲ نفر (۵۹خانوار) بوده‌است.